# Procureur général
Le procureur général est un haut responsable du système de justice, dont la fonction diffère selon les pays.

## Par pays

### Australie
En Australie, le procureur général est le premier conseiller juridique de la Couronne et est membre du gouvernement. Le procureur général est le ministre responsable des questions juridiques, de la sécurité publique et de l'Australian Security Intelligence Organisation.
Le ministre de la justice et des douanes était auparavant un ministre adjoint du procureur général. Depuis le 3 décembre 2007, le ministre de l'Intérieur (en) est responsable de la police fédérale australienne et des services australiens de douane. L'actuelle ministre de l'Intérieur est Clare O'Neil. 
Chaque État australien a son propre procureur général, qui fait partie du gouvernement de l'État et a des responsabilités analogues au ministre fédéral en ce qui concerne les lois de l'État. 
La fonction de procureur général comprend la nomination et la gestion du personnel judiciaire et l'autorisation de déclencher des poursuites. Dans des circonstances normales, les pouvoirs du parquet du procureur général sont exercées par le Directeur des poursuites publiques et ses adjoints mais le procureur général possède un contrôle formel, y compris le pouvoir d'ouvrir et de mettre fin à des poursuites publiques et de reprendre les poursuites privées. Le droit pénal australien prévoit que les poursuites pour certaines infractions doivent obtenir l'autorisation du procureur général lui-même. C'est généralement le cas pour les infractions dont l'illégalité est d'une nature quelque peu controversée ou dans lesquelles apparait un risque important que les poursuites engagées soient à caractère politique. Le procureur général a également généralement le pouvoir de délivrer des certificats juridiquement conclusifs de certains faits (par exemple, lorsque la révélation de certains éléments d'une procédure judiciaire pourrait constituer un risque pour la sécurité nationale), les faits énoncés dans ces certificats doivent être acceptés par les tribunaux et ne peuvent être légalement contestés par toutes les parties. Le procureur général a également le pouvoir de délivrer un nolle prosequi dans une affaire ce qui signifie que l'état (au nom duquel les poursuites étaient entreprises) ne souhaite pas continuer les poursuites, afin d'empêcher ainsi toute autre personne de le faire.

### Canada
Au Canada, le procureur général est un titre et une fonction exercés par le ministre de la Justice. L'actuel ministre de la Justice et procureur général du Canada est Arif Virani. Il y a un procureur général au niveau fédéral et des procureurs généraux dans chaque province.

### États-Unis
Le procureur général des États-Unis (Attorney General of the United States) n'est pas un procureur à proprement parler. Il est l'équivalent d'un ministre de la Justice chargé du département de la Justice au sein du Cabinet du président des États-Unis (équivalent du gouvernement) dont il est membre. Il est secondé dans ses fonctions par un Procureur général adjoint (United States Deputy Attorney General), puis par un Procureur général associé (United States Associate Attorney General). 
Une fonction similaire existe dans chaque État américain, le procureur général d'État (State Attorney General), sorte de ministre de la Justice de l'État placé à la tête d'un Office of the State Attorney General. Il est suivant les États, élu ou nommé (par le gouverneur, la législature ou la cour suprême de l'État).
C'est l'avocat général des États-Unis (Solicitor General of the United States) qui est chargé d'argumenter pour le Gouvernement américain devant la Cour suprême fédérale, lorsque le gouvernement est partie au procès. Il travaille au sein du département de la Justice, il est nommé par le Président et doit être confirmé par le Sénat.

### France
En France, un procureur général est un magistrat placé à la tête du ministère public d'une cour. Il peut siéger auprès des Cours d'appel, ou auprès de la Cour de cassation, même de la Cour des comptes. La locution désigne dans ce cas le magistrat qui dirige les poursuites ou l'accusation publique, par opposition aux membres des formations de jugement. Plus précisément, les procureurs généraux des cours d'appels sont les supérieurs hiérarchiques des procureurs de la République, dont ils coordonnent l'action.

### Royaume-Uni
Au Royaume-Uni, il existe plusieurs titres faisant référence au procureur général selon les régions du royaume (Angleterre, Écosse, Irlande du Nord et pays de Galles). Ils sont regroupés collectivement sous le nom d'officiers de justice de la Couronne (Law Officers of the Crown).

### Suisse
En Suisse, le Ministère public de la Confédération est placé sous la responsabilité du procureur général de la Confédération. Chaque canton peut instituer son « procureur général » ou son « premier procureur » (article 14 du Code de procédure pénale suisse).

### Ukraine
Le poste de procureur général d'Ukraine existe depuis janvier 1918.